# 准风月谈
《准风月谈》，鲁迅的一部杂文集，收录了鲁迅在和瞿秋白以魯迅名義1933年所写的杂文六十四篇，包括《夜颂》、《“吃白相饭”》、《晨凉漫记》、《秋夜纪游》、《四库全书珍本》、《男人的进化》、《电影的教训》、《关于翻译（上）》、《喝茶》、《外国也有》等。
《准风月谈》的命名因应当时《申报·自由谈》的启事：“吁请海内文豪，从兹多谈风月。”鲁迅的观点是“谈风云的人，风月也谈得”，可以“漫”谈国事。结集出版时即取名《准风月谈》。

## 版本
- 《准风月谈》，1934年兴中书局初版。
- 《鲁迅全集》，人民文学出版社，第5卷。